# 千原大五郎
千原 大五郎（ちはら だいごろう、1916年8月4日 - 1997年6月3日）は、日本の建築史家、工学博士。一級建築士資格所有。東京都生まれ。専門は東洋建築史。
南アジアの宗教建築の体系化を考案し、拓殖大学教授、日本ユネスコ国内委員会委員、株式会社大建設計相談役などを歴任した。

## 略歴
- 1916年 - 東京都に生まれる。
- 1941年 - 京都帝国大学工学部建築学科卒業。竹中工務店に入社し、ベトナム・シンガポール・タイ・カンボジアで勤務する[1]。
- 1943年 - バンドン工科大学教授（ - 1946年）
- 1972年 - ボロブドゥール遺跡修復技術諮問委員会委員（ - 1988年）
- 1975年 - 拓殖大学教授
- 1989年 - 上智大学アジア文化研究所客員教授[1]
- 1997年 - 肺炎のため死去[1]。

## 主な著作
- 『仏跡ボロブドール』 原書房、1969年
- 『ボロブドールの建築』 原書房、1970年
- 『インドネシア社寺建築史』日本放送出版協会、1975年
- 『東南アジアのヒンドゥー・仏教建築 』 鹿島出版会、1982年
- 『栄華と祈りの聖域』 ユネスコ・アジア文化センター、1983年
- 『南の国の古寺巡礼』(NHKブックス496) 日本放送出版協会、1986年